# Altanshiree
Altanshiree (mongoliska: Алтанширээ Сум, Алтанширээ) är ett distrikt i Mongoliet.   Det ligger i provinsen Dornogobi, i den östra delen av landet, 400 km sydost om huvudstaden Ulaanbaatar.